# Knights of Labor
Il Nobile e Sacro Ordine dei Cavalieri del Lavoro (inglese "Noble and Holy Order of the Knights of Labor") è stata la più grande e una delle più importanti organizzazioni dei lavoratori americani degli anni ottanta del XIX secolo. Il principale leader fu Terence V. Powderly. I Cavalieri promuovevano lo sviluppo sociale e culturale dei lavoratori, rifiutando socialismo e radicalismo, rivendicando la giornata lavorativa di otto ore e promuovendo l'ideologia repubblicana degli Stati Uniti. In alcuni casi agì come un sindacato, negoziando coi datori di lavoro ma non fu mai strutturalmente organizzata, e dopo una rapida espansione intorno alla metà degli anni ottanta, perse rapidamente i suoi nuovi membri e tornò a più modeste dimensioni.
Fu fondata nel 1869, raggiunse 28 000 membri nel 1880 e balzò a 100 000 nel 1885. Successivamente crebbe fino ai 700 000 membri nel 1886, ma la sua fragile struttura organizzativa non riuscì a resistere alle sconfitte e alla repressione governativa. La maggioranza degli iscritti abbandonò l'organizzazione nel biennio 1886-1887, riducendola a 100 000 membri nel 1890. I resti dei Cavalieri del Lavoro sopravvissero fino al 1949, quando gli ultimi iscritti sciolsero l'organizzazione.

## Storia dell'organizzazione
Nel dicembre del 1869, sette membri dell'Unione dei Sarti di Filadelfia, guidati da Uriah Smith Stephens e James L. Wright, fondarono un'organizzazione segreta sotto il nome di Nobile Ordine dei Cavalieri del Lavoro. Il collasso della National Labor Union nel 1873 aveva lasciato un vuoto per i lavoratori in cerca di unità. I Cavalieri rafforzarono l'organizzazione con uno sguardo sul piano nazionale quando rimpiazzarono Stephens con Terence V. Powderly. Il soggetto divenne popolare presso i minatori della Pennsylvania durante la crisi economica del 1873, così da crescere rapidamente.
Con la crescita degli iscritti, i Cavalieri cominciarono a lavorare più come un sindacato che come un'associazione solidaristica. Le assemblee locali cominciarono ad essere sempre più un luogo nel quale organizzare scioperi, più che per esaltare la cooperazione fra i lavoratori. Powderly si oppose agli scioperi definendoli un "relitto della barbarie" ma le dimensioni e la diversità dei Cavalieri garantirono alle assemblee locali un notevole grado di autonomia.
Nel 1882 i Cavalieri abbandonarono i rituali d'iniziazione e rimossero le parole "Nobile Ordine" dal loro nome. Ciò permise di avvicinare i cattolici e superare lo scetticismo dei vescovi che temevano i riferimenti alla massoneria. Nonostante l'iniziale contrarietà i Cavalieri promossero numeri scioperi e boicottaggi. La loro maggiore vittoria fu nello sciopero del 1884 contro la Union Pacific Railroad. Lo sciopero della Wabash Railroad nel 1885 fu un altro successo significativo, che Powderly alla fine decise di supportare contribuendo alla vittoria contro la Jay Gould's Wabash Line di Jay Gould. Gould fu costretto a incontrare Powderly e venire a patti con i Cavalieri. Questi sviluppi positivi diedero slancio all'organizzazione e portarono moltissimi nuovi iscritti, che nel 1886 raggiunsero la cifra di 700 000.

## Gran Maestri Lavoratori
- Uriah Smith Stephens (1869–1879)
- Terence V. Powderly (1879–1893)
- James Sovereign (1893–1901)
- John Hayes (1901–1917)